# José Ignacio López Susín
José Ignacio López Susín (Saragossa, 1956) és un especialista en legislació sobre normalització lingüística. Pertany a les associacions culturals Rolde de Estudios Aragoneses, al Consello d'a Fabla Aragonesa i a la Fundación Gaspar Torrente, entitats que treballen per la promoció i la divulgació de la llengua i la cultura aragoneses. També és autor de llibres i d'articles en revistes especialitzades centrats en el dret aragonès, els drets lingüístics o la lexicografia aragonesa. És director general de Política Lingüística del Govern d'Aragó.

## Assaigs
- 1989: Antropónimos aragoneses (nombres aragoneses de persona), con Francho E. Rodés y Chusé Inazio Navarro, Rolde de estudios aragoneses.
- 2000: Bocabulario de Plasenzia (Sotonera), con Mª Dolores Montaner Susín, Consello d'a Fabla Aragonesa.
- 2000: El régimen jurídico del multilingüismo en Aragón, Caja de Ahorros de la Inmaculada.
- 2004: Gente de leyes: el derecho aragonés y sus protagonistas, Ibercaja.
- 2006: Léxico del derecho aragonés, El Justicia de Aragón.
- 2009: El Diccionario Aragonés. Colección de Voces para su formación, 1902, (editor), Aladrada.
- 2010: Estatuto jurídico de las Lenguas propias de Aragón. La Ley 10/2009, de 22 de diciembre, con José Luis Soro Domingo, El Justicia de Aragón.
- 2012: El aragonés, una lengua románica, (cordinador), Rolde de Estudios Aragoneses-Consello d'a Fabla Aragonesa.